# Пјатигорск
Пјатигорск (рус. Пятигорск) град је у Русији у Ставропољском крају. Према попису становништва из 2010. у граду је живело 142.397 становника. Административни центар је Севернокавкаског федералног округа.

## Становништво
Према прелиминарним подацима са пописа, у граду је 2010. живело 142.397 становника, 1.838 (1,31%) више него 2002.
| 1939.  | 1959.  | 1970.  | 1979.   | 1989.   | 2002.   | 2010.   |
| ------ | ------ | ------ | ------- | ------- | ------- | ------- |
| 61.856 | 69.617 | 93.085 | 109.901 | 129.499 | 140.559 | 142.511 |

## Партнерски градови
- Дубјук
- Кочин
- Панађуриште
- Трикала
- Хевиз
- Шверте